# Hamish Nelson
Hamish Nelson (n. Mancomunidad de Australia, 31 de octubre de 1988) es un atleta australiano de decatlón.
Representó a Australia en el Campeonato Mundial Juvenil de Atletismo de 2005, el mismo campeonato en que ganaron medallas jabalinista paraguayo Víctor Fatecha de Paraguay, velocista británico Harry Aikines-Aryeetey, y su compatriota Chris Noffke en la prueba de salto largo.
El 13 de julio de 2005, logró una marca de 11.70s en el evento de 100 metros en dicho campeonato en Marruecos. Casi una década después, había vuelto a marcar la misma marca, lográndola el 3 de abril de 2014 en el Estadio Alberto Park en Melbourne.
En el Campeonato de Atletismo del Country de Victoria de 2016, logró 11.68s en dicha disciplina.

## Campeonatos internacionales
| Año                     | Competencia                                     | Encuentro               | Posición                | Disciplina                     | Récord                  |
| Representante Australia | Representante Australia                         | Representante Australia | Representante Australia | Representante Australia        | Representante Australia |
| ----------------------- | ----------------------------------------------- | ----------------------- | ----------------------- | ------------------------------ | ----------------------- |
| 2005                    | Campeonato Mundial Juvenil de Atletismo de 2005 | Marrakech               | –                       | 100 metros                     | 11.70s                  |
| 2005                    | Campeonato Mundial Juvenil de Atletismo de 2005 | Marrakech               | –                       | 1000 metros                    | 2:39.17s                |
| 2005                    | Campeonato Mundial Juvenil de Atletismo de 2005 | Marrakech               | –                       | 110 metros vallas              | 16.67s                  |
| 2005                    | Campeonato Mundial Juvenil de Atletismo de 2005 | Marrakech               | –                       | Alto                           | 1.89                    |
| 2005                    | Campeonato Mundial Juvenil de Atletismo de 2005 | Marrakech               | –                       | Lanzamiento de bala (5 kg)     | 13.64                   |
| 2005                    | Campeonato Mundial Juvenil de Atletismo de 2005 | Marrakech               | –                       | Lanzamiento de jabalina (700g) | 48.96m                  |
| 2005                    | Campeonato Mundial Juvenil de Atletismo de 2005 | Marrakech               | –                       | Octatlón                       | 5725                    |
| 2007                    | Campeonato de Oceanía de Atletismo de 2007      | Cairns                  | 2.º                     | Largo                          | 6.94m                   |
| 2007                    | Campeonato de Oceanía de Atletismo de 2007      | Cairns                  | 3.º                     | Lanzamiento de bala            | 10.44m                  |

## Campeonatos nacionales
| Año  | Competencia                                  | Encuentro | Posición | Disciplina | Récord |
| ---- | -------------------------------------------- | --------- | -------- | ---------- | ------ |
| 2012 | Campeonato de Atletismo de Australia de 2012 | Sídney    | 7.º      | Decatlón   | 6623   |

## Campeonatos Estatales
| Año  | Competencia                                             | Encuentro | Posición | Disciplina | Récord |
| ---- | ------------------------------------------------------- | --------- | -------- | ---------- | ------ |
| 2016 | Campeonato de Atletismo del Country de Victoria de 2016 | Geelong   | –        | 100 metros | 11.68s |
| 2016 | Campeonato de Atletismo del Country de Victoria de 2016 | Geelong   | –        | Largo      | 6.61m  |

## Campeonatos Regionales
| Año  | Competencia                                   | Encuentro | Posición | Disciplina              | Récord |
| ---- | --------------------------------------------- | --------- | -------- | ----------------------- | ------ |
| 2015 | Campeonato de Atletismo de Geelong de 2015/16 | Geelong   | 1.º      | Lanzamiento de jabalina | 48.87m |